# 永祥街街道
永祥街街道是中华人民共和国新疆维吾尔自治区乌鲁木齐市米东区下辖的一个街道办事处。

## 行政区划
永祥街街道下辖以下村级行政区划单位：
华强社区、华瑞社区、华丰社区、华成社区、华裕社区。